# Kolesničenko
Kolesničenko je priimek več oseb:
- Ivan Sazonovič Kolesničenko, sovjetski general
- Vladimirs Koļesņičenko, latvijski nogometaš